# William Dageryd
William Dageryd, född 27 januari 1999 i Sollefteå, är en svensk professionell ishockeyspelare (back) som spelar för Vimmerby Hockey i Hockeyallsvenskan.